# Анхель Кабрера
Анхель Кабрера (ісп. Ángel Cabrera) (19 лютого 1879 , Мадрид  — 8 липня 1960 , Ла-Плата ) — іспансько-аргентинський зоолог та палеонтолог.

## Біографія
Кабрера народився в Мадриді та навчався в місцевому університеті. Він працював у Національному музеї природничих наук з 1902 року. Здійснив декілька експедицій до Марокко. У 1907 році запропонував виокремити іберійського вовка у підвид Canis lupus signatureus.
У 1925 році Кабрера поїхав до Аргентини і залишився там на все життя. Він був куратором відділу палеонтології хребетних в музеї Ла-Плати. Кабрера здійснив експедиції до Патагонії та Катамарки.
Найвизначнішою працею була його книга «Ссавці Південної Америки» (1940).